# Рэй (фильм)
«Рэй» (англ. Ray) — американский биографический музыкально-драматический фильм 2004 года, посвящённый 30 годам жизни соул-музыканта Рэя Чарльза. Фильм независимого производства был снят Тейлором Хэкфордом совместно с режиссёром; сценарий был написан Джеймсом Л. Уайтом по рассказу Хэкфорда и Уайта. В фильме снимаются Джейми Фокс в главной роли, а также Керри Вашингтон, Клифтон Пауэлл, Гарри Ленникс, Терренс Ховард, Лоренц Тейт, Ричард Шифф и Реджина Кинг в ролях второго плана. Наряду с Хэкфордом, продюсерами фильма также выступили Стюарт Бенджамин, Говард Болдуин и Карен Болдуин.
Фильм был выпущен 29 октября 2004 года студией Universal Pictures. Он получил в целом положительные отзывы критиков, особенно высоко оценивших игру Фокса.
«Рэй» получил множество наград и номинаций и был номинирован в 6 категориях на 77-й церемонии вручения премии «Оскар», в том числе за лучший фильм. Фильм получил 2 премии «Оскар»: лучшая мужская роль (Фокс) и лучший звук. Фокс также стал лауреатом премий «Золотой глобус», BAFTA, Гильдии киноактёров США и «Выбор критиков» за лучшую мужскую роль, став вторым актёром, получившим все пять главных наград за лучшую мужскую роль за одну и ту же роль, и единственным, кто получил «Золотой глобус» в категории комедия или мюзикл, а не в категории драма.
Чарльз планировал посетить показ завершенного фильма, но умер от болезни печени 10 июня 2004 года, за 4 месяца до премьеры.

## Сюжет
В 1946 году, молодой пианист Рэй Чарльз Робинсон присоединяется к белой кантри-группе и носит солнцезащитные очки, чтобы скрыть поврежденные глаза, от полной потери зрения в свои семь лет. Два года спустя, он едет в Сиэтл, где сразу же знакомится с ещё несовершеннолетним Квинси Джонсом, с которым его отныне связывает крепкая дружба. Он присоединяется к группе ночного клуба, хотя его владелица требует сексуальных услуг и контролирует его деньги и карьеру. Обнаружив, что его эксплуатируют, Рэй подписывает контракт со звукозаписывающей компанией и покидает группу. Чтобы избежать путаницы с боксёром Рэем Робинсоном (Ray «Sugar» Robinson), впредь он выступает под именем «Рэй Чарльз».
Влача нищенскую жизнь в Нью-Йорке, Рэй знакомится с Ахметом Эртегюном из Atlantic Records и записывает свой первый хит с песней Ахмета «Messaround». Во время тура по Хьюстону Рэй влюбляется в Деллу Беа, дочь проповедника. Хотя она и другие недовольны тем, что Рэй смешивает госпел со своей музыкой, он женится на Делле и продолжает завоевывать известность с песнями «I Got a Woman» и «Hallelujah, I Love Her So». Несмотря на ошеломляющий успех, он, пытаясь усмирить свои скелеты в шкафу (в детстве, на его глазах, утонул его младший брат Джордж), в турне впервые пробует героин.
Рэй и Делла играют свадьбу и создают семью. Беременная Делла находит аптечку Рэя с наркотиками и требует от него прекратить их принимать. Они мирятся после рождения первенца, но у Рэя завязывается роман с певицей Мэри Энн Фишер. В 1956 году, когда популярность Рэя растёт, он для поддержки нанимает трио «Рэйлетки» («The Raelettes») и сразу же влюбляется в солистку Марджи Хендрикс. У них начинается роман, и ревнивая Мэри Энн уходит с апломбом, разбив лобовое стекло автомобиля Рэя.
Несколько лет спустя, когда группа Рэя заканчивает выступление досрочно и владелец клуба требует, чтобы они играли оставшееся время, Рэй тут же исполняет «What'd I Say». Его популярность растет в 1950-е годы, и он переезжает с семьей в Лос-Анджелес, но продолжает употреблять героин, что обостряет его отношения с Деллой и Марджи. В 1960 году он подписывает более выгодный контракт с ABC Records, оставляя за собой право на владение своими мастер-плёнками.
Рэй продолжает экспериментировать со своей музыкой, записывая такие хиты, как «Georgia on My Mind». Марджи сообщает, что беременна, и прекращает их роман, когда Рэй требует, чтобы она прервала беременность. Он пишет «Hit the Road Jack» с соло Марджи, которая использует свое вновь обретенное признание, чтобы начать сольную карьеру, в то время как Рэй борется со своей наркозависимостью.
В 1961 году Рэй встречает протестующих за гражданские права перед своим концертом в Огасте, штат Джорджия. Решив не выступать на отдельной площадке, он отменяет концерт, и ему запрещают отныне выступать в Джорджии. После того, как он позволяет и чёрным и белым зрителям танцевать вместе на сцене во время концерта в Индианаполисе, в его гостиничном номере полиция совершает обыск. К ужасу Деллы, о его аресте за хранение героина становится публично известно, но обвинения с его звукозаписывающей компании сняты.
В Сент-Луисе, Рэй исполняет песню «I Can't Stop Loving You» в стиле кантри и впечатлен диктором Джо Адамсом, который присоединяется к его туру. Рэй переезжает с семьей в Беверли-Хиллз и узнает, что Марджи умерла от передозировки. Новый менеджер Джо Адамс «реформирует» группу Рэя, и Рэй увольняет своего давнего друга и менеджера Джеффа Брауна за воровство. 
В 1965 году Рэй возвращается с концерта в Монреале, и его снова арестовывают за хранение героина. Делла умоляет его избавиться от привычки, а его приговаривают к реабилитации от наркозависимости. Страдая от ярких кошмаров во время абстиненции, он учится играть в шахматы с доктором Хакером, и Хакер объясняет ему, что его адвокат с судьей согласились на испытательный срок в Бостоне при условии, что он решит свою проблему реабилитации от наркозависимости и согласится проходить периодические тесты на наркотики.
К 1979 году Рэй окончательно отказывается от героина и получает официальные извинения от штата Джорджия, который объявляет «Georgia On My Mind» официальной песней штата. Рэй продолжает долгую и успешную карьеру всемирно известного артиста, вплоть до своей смерти в 2004 году.

## В ролях
| Актёр           | Роль            |
| --------------- | --------------- |
| Джейми Фокс     | Рэй Чарльз      |
| Керри Вашингтон | Делла Робинсон  |
| Реджина Кинг    | Марджи Хендрикс |
| Лоренц Тейт     | Куинси Джонс    |
| Клифтон Пауэлл  | Джефф Браун     |
| Гарри Ленникс   | Джо Адамс       |
| Кэрол Саттон    | Эула            |

## История создания
Тейлор Хэкфорд приобрёл права на создание фильма о Рэе Чарльзе ещё в 1987 году. Много лет Тэйлор Хэкфорд не мог найти студию, которая согласилась бы финансировать производство. В конце концов после нескольких успешных кинопостановок режиссёр смог осуществить этот проект как независимый фильм. Оператор Павел Эдельман, большой поклонник Рэя Чарльза, был первым членом съемочной группы, присоединившимся к проекту ещё за год до начала съемок.
По просьбе Джейми Фокса сценарий для него был напечатан азбукой Брайля. Чтобы лучше сыграть слепого, актёр Джейми Фокс посещал занятия для слепых в Институте Брайля в Лос-Анджелесе. Кроме того, Фокс досконально изучил Рэя Чарльза, чтобы максимально точно изобразить его в фильме. Кроме того, пока снимался фильм, он носил специальный грим, который действительно делал его слепым на весь съёмочный день.
Джейми Фокс во всех музыкальных эпизодах играл на фортепиано сам.
В финальных кадрах фильма появляется сам Рэй Чарльз.
Рэй Чарльз умер от печеночной недостаточности 10 июня 2004 года — вскоре после окончания съёмок, однако он все таки застал предварительную версию фильма. Первоначально фильм назывался «Освободи мое сердце: История Рэя Чарльза», но после смерти Рэя Чарльза фильм было решено назвать просто «Рэй».
Режиссёрский вариант фильма имеет хронометраж 178 минут.
Студия «Юнивёрсал» присоединилась к проекту в качестве дистрибьютора лишь после того, как фильм был полностью готов. Частично причиной этого стал тот факт, что один из руководителей студии был поклонником Рэя Чарльза и когда-то часто ездил автостопом в Голливуд на его концерты.
Сопродюсером фильма является сын Рэя Чарльза от второго брака с Деллой Беатрис Говард Робинсон — Рэй Чарльз Робинсон-младший.

## Критика
По данным агрегатора рецензий Rotten Tomatoes фильм имеет рейтинг 79 % на основе 204 отзывов, а средняя оценка составляет 7,2 из 10. Консенсус критиков на сайте гласит: «Захватывающий и энергичный портрет достижений и слабостей великого музыканта, «Рэй» держится на потрясающей игре Джейми Фокса в роли Рэя Чарльза».
На Metacritic у фильма средний балл 73 из 100 на основе 40 отзывов критиков, что означает «в целом положительно». Зрители, опрошенные CinemaScore, поставили фильму редкую оценку «A+». 
Роджер Эберт из Chicago Sun-Times написал: «Фильм стоит посмотреть хотя бы ради музыки и Джейми Фокса, который её исполняет. То, что он затрагивает более глубокие темы и даёт нам представление о самом человеке, делает его особенным». Эберт поставил фильму 4 балла из 4.

## Музыка
- «Hit The Road Jack» — вокал с надрывом, отлично подобранные слова и ритмичная музыка — всё это подарило миру шедевр, но мало кто знает, каким образом он был исполнен изначально. Женскую партию в этой композиции исполняла любовница Рэя, которая именно до репетиции этой песни сообщила ему о том, что беременна, и Рэй был не рад. Злоба… эту песню сделала именно она.
- «Unchain My Heart» — эту песню в дальнейшем перепоёт Джо Кокер, и наверное многие современники предполагают, что это творение его пера. Но нет, эта композиция была написана Рэем, пока он находился в тюрьме[источник не указан 4825 дней] и отбывал срок за употребление и хранение наркотиков.
- «Mess Around» — тональность G, страйдом с первого раза. Оригинал записан в тональности D#.
- «I Got a Woman» — песня, которую перепевало множество исполнителей. Её Рэй посвятил женщине всей жизни — супруге Би. Произведение, которое вызвало бурные споры и негодования религиозных американцев.
- «What’d I Say» — песня, которая появилась во время импровизации на одном из концертов. Занимает 10 место в списке «Rolling Stone’s List of the 500 Greatest Songs of All Time». Свои кавер-версии песни записывали Джонни Кэш, Джуна Картер, Этта Джеймс, Джерри Ли Льюис, Элвис Пресли, Тони Шеридан, «The Beatles», «Bill Haley & His Comets» и Рой Орбисон.
- «Georgia On My Mind» — нынешний гимн Джорджии.

## Награды и номинации
| Премия                         | Категория                                             | Имя                                                                                       | Результат |
| ------------------------------ | ----------------------------------------------------- | ----------------------------------------------------------------------------------------- | --------- |
| Оскар                          | Лучший фильм                                          | Тэйлор Хэкфорд, Стюарт Бенджамин, Ховард Болдуин                                          | Номинация |
| Оскар                          | Лучшая режиссура                                      | Тэйлор Хэкфорд                                                                            | Номинация |
| Оскар                          | Лучшая мужская роль                                   | Джейми Фокс                                                                               | Победа    |
| Оскар                          | Лучший дизайн костюмов                                | Шэрен Дэвис                                                                               | Номинация |
| Оскар                          | Лучший монтаж                                         | Пол Хирш                                                                                  | Номинация |
| Оскар                          | Лучший звук                                           | Скотт Миллан, Грег Орлофф, Боб Бимер, Стив Кантамесса                                     | Победа    |
| BAFTA                          | Лучшая мужская роль                                   | Джейми Фокс                                                                               | Победа    |
| BAFTA                          | Лучший оригинальный сценарий                          | Джеймс Л. Уайт                                                                            | Номинация |
| BAFTA                          | Лучшая музыка к фильму                                | Крэйг Армстронг                                                                           | Номинация |
| BAFTA                          | Лучший звук                                           | Карен Бейкер Лэндерс, Пер Холлберг, Скотт Миллан, Грег Орлофф, Боб Бимер, Стив Кантамесса | Победа    |
| Золотой глобус                 | Лучший фильм — комедия или мюзикл                     |                                                                                           | Номинация |
| Золотой глобус                 | Лучшая мужская роль в комедии или мюзикле             | Джейми Фокс                                                                               | Победа    |
| Премия Гильдии киноактёров США | Лучший актёрский состав                               |                                                                                           | Номинация |
| Премия Гильдии киноактёров США | Лучшая мужская роль                                   | Джейми Фокс                                                                               | Победа    |
| Грэмми                         | Лучший сборник саундтреков для кино или ТВ            | Джеймс Остин, Стюарт Бенджамин, Тэйлор Хэкфорд                                            | Победа    |
| Грэмми                         | Лучший альбом, являющийся саундтреком для кино или ТВ | Крэйг Армстронг                                                                           | Победа    |